# Foggaret Ezzaouia
Foggaret Ezzaouia es un municipio (baladiyah) de la provincia o valiato de In Salah en Argelia. En abril de 2008 tenía una población censada de 6649 habitantes.
Se encuentra ubicado al sur del país, en el desierto del Sahara, cerca de la carretera Transahariana.